# Biganos
Biganos is een gemeente in het Franse departement Gironde (regio Nouvelle-Aquitaine). De plaats maakt deel uit van het arrondissement Arcachon. Biganos telde op 1 januari 2022 11.303 inwoners. In de gemeente ligt spoorwegstation Facture-Biganos.

## Geografie
De oppervlakte van Biganos bedroeg op 1 januari 2022 52,73 vierkante kilometer; de bevolkingsdichtheid was toen 214,4 inwoners per km².

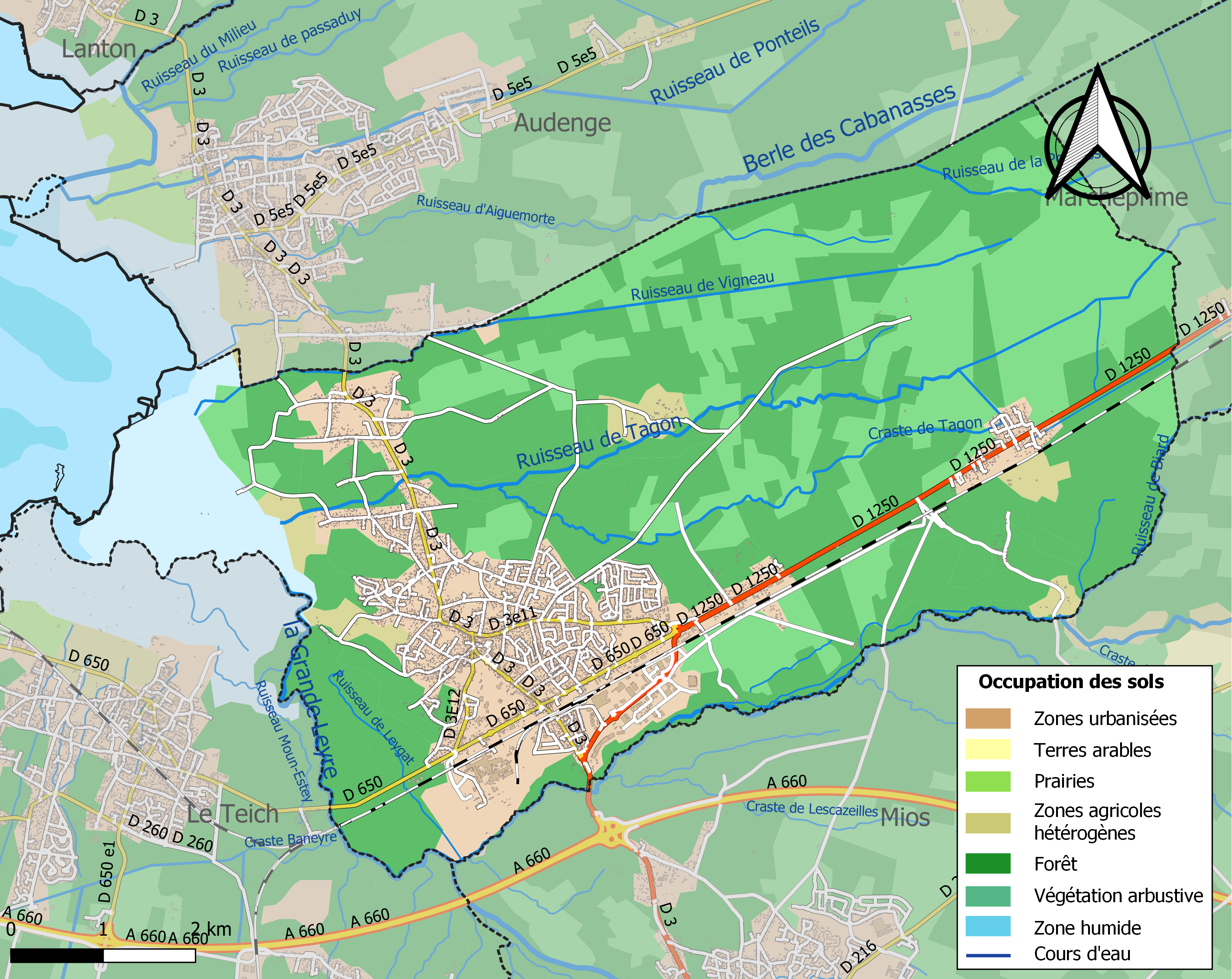
Kaart van de gemeente met belangrijkste infrastructuur, bodemgebruik en omliggende gemeenten

## Demografie
Onderstaande figuur toont het verloop van het inwonertal (bron: INSEE-tellingen).